# Michael Kosgey Rotich
Michael Kosgey Rotich (auch Michael Kosgei Rotich oder Mike Rotich; * 26. Oktober 1982) ist ein kenianischer Langstreckenläufer, der sich auf den Marathon spezialisiert hat.
2002 wurde er bei seinem Debüt in 2:08:59 h Zweiter beim Mailand-Marathon, zeitgleich mit dem Sieger Robert Kipkoech Cheruiyot.
2003 war sein erfolgreichstes Jahr, als er zunächst den Paris-Halbmarathon und einen Monat später den Paris-Marathon mit persönlichen Bestzeiten von 1:01:30 h bzw. 2:06:32 h gewann. Bei den Leichtathletik-Weltmeisterschaften in Paris/Saint-Denis wurde er dann Achter.
2004 wurde Fünfter beim Paris-Halbmarathon und Zweiter beim Rotterdam-Marathon, 2005 Siebter beim Berlin-Marathon und Vierter in Mailand. Beim Paris-Marathon 2006 kam er auf den 20. Platz.